# Тапхаев, Дугар
Дуга́р Тапха́ев (1884 — 27 марта 1934) — бурятский националист, участник Гражданской войны в России. Командовал бурятскими национальными подразделениями в армии Г. М. Семёнова и Азиатской конной дивизии барона Унгерна, есаул.

## Биография
Родился в улусе Таптанай в семье богатого агинского скотовода. В 1902 году окончил в Чите русскую школу, хорошо владел русским, бурятским и монгольским языками. Занимался покупкой и продажей скота, ростовщичеством. Обладал феноменальной памятью на скот, знал состав чужих стад, помнил масть и возраст каждой скотины. Умело пользуясь значительными в Агинской степи сезонными колебаниями веса скота скупал его у нуждающихся бурят. Как буддист был очень религиозен.
Его именовали также Табхаев, Тап(б)хай. Отец — Тапхай Бутухэев. Однако отчество Тапхаев при жизни и в настоящее время в литературе употребляется по правилам использования фамилий, в том числе в отрыве от личного имени, что является следствием бурятской национальной традиции, сохраняющейся до сих пор.
При том, что он часто упоминается в советской и российской литературе о Гражданской войне в Забайкалье, специальные исследования жизни и деятельности Дугара Тапхаева ограничиваются опубликованной в 1997 году статьёй Г. А. Жеребцова, основанной, преимущественно, на одном источнике — уголовном деле Тапхаева, хранящемся в архиве Управления ФСБ по Республике Бурятия.

### Гражданская война

#### Отряд самообороны
Установление в Забайкалье советской власти в феврале 1918 года многие крестьяне сёл, соседних с бурятскими улусами, использовали как повод для насильственного разрешения застарелых земельных споров. Совершались набеги на улусы, в ходе которых хозяйство и стада Тапхаева и многих других зажиточных бурят были разграблены.
Спасаясь, бежал в Могойтуй, затем в Маньчжурию, где был привлечён земляком Д. Найдановым для сбора у эмигрировавших бурят сведений об отобранном у них в России имуществе. В сентябре 1918 года был представлен атаману Семёнову. Поступил на службу к атаману в чине старшего урядника и был командирован в Агинское для продолжения сбора сведений о потерпевших от грабежей. Это поручение передал Агинскому аймачному управлению. Не позднее лета 1919 года совместно с зайсаном Алханайского сомона для защиты кочевников от грабежей создал отряд самообороны, куда вошли по 25 человек от Алханайского и Таптанайского сомонов. Занимался розыском похищенного скота, восстановил часть своего стада. Со временем отряд самообороны стал привлекаться для ликвидации алханайских партизан.

#### Во главе полка
В начале 1920 года по приказу атамана Семёнова в Агинском аймаке была начата мобилизация, которую в Цугольском хошуне проводил Б. П. Резухин, а в Агинском — унгерновские офицеры буряты. Тапхаевскую дружину было решено подчинить отряду Агинского хошуна. Тапхаев выехал в Читу, где обратился к Семёнову с обстоятельным докладом. Поездка увенчалась успехом: Тапхаеву был присвоен чин прапорщика, агинская и таптанайская молодёжь освобождалась от призыва в агинский отряд. Через месяц Тапхаев был вызван в Даурию бароном Унгерном, от которого получил поручение приступить к формированию в Агинском аймаке бурятского конного полка и средства на это мероприятие — 5000 рублей.
В конце февраля в Цугольском дацане партизанским отрядом М. М. Якимова был наголову разбит отряд Резухина, который при этом потерял 169 человек убитыми и 130 попавшими в плен. Преследовать партизан вниз по Онону был направлен со своим отрядом Дугар Тапхаев, только начавший формирование полка. При этом по одним данным отряд Якимова нагнали и дали успешный для белых бой, по другим — Тапхаев красных не догнал и вернулся в Оловянную. Затем, прибывший туда же Унгерн отправил Тапхаева уже вверх по Онону собирать разбежавшихся цугольцев, с чем последний справился. Пятерых из собранных цугольских бурят Унгерн расстрелял за дезертирство.
К лету у Тапхаева был уже шестисотенный полк — по 130 кавалеристов в каждой сотне, а также пулемётная и хозяйственная команды. Сотни расквартировывались ближе к своим сомонам, но могли менять дислокацию в зависимости от обстоятельств. Летом 1920 года за успешную организацию полка Тапхаев был произведён в хорунжие и награждён орденом Анны третьей степени.
11 июня 1920 года полк Тапхаева отбил нападение красных в районе села Усть-Иля (ныне Сельское поселение «Усть-Илинское»). 12 или 13 июня у села Кургатай состоялся тяжёлый бой трёх унгерновских полков: одного пехотного и двух кавалерийских, включая тапхаевский, с наступавшим со стороны Усть-Или партизанским отрядом Е. В. Лебедева. Бой, в результате которого Лебедева заставили отступить, продолжался 8 дней. За этот бой Тапхаев был произведён в есаулы, а командиры сотен — в хорунжие.
Полк Тапхаева активно участвовал в карательных экспедициях, направленных против красных партизан и поддерживающего их населения. В литературе описывается, в частности, произведённый в селе Усть-Ага (ныне Сельское поселение «Чиронское») по его приказу расстрел заподозренных в связях с красными четырнадцати русских крестьян из Аргалея, в том числе 14-летнего мальчика. Крестьяне направлялись в Ундино-Поселье за мукой. Упоминаются также карательные акции в Новокургатае («Новокургатайское») и Икарале («Чиндантское»).
Часто карательные экспедиции Тапхаева сопровождались банальными реквизициями. По поводу таких мероприятий, учинённых его подразделениями, в правительство атамана Семёнова обращались, в частности, депутаты Народного собрания Восточной окраины. В одном таком обращении депутат от села Бальзой (ныне Сельское поселение «Улётовское») указывал, что реквизиции, проводимые красными партизанами, имеют место, но причиняют населению значительно меньше ущерба, чем тапхаевцы, занимающиеся грабежами вместо борьбы с красными. Предметом разбирательства в Народном собрании стали также действия отряда Тапхаева в Кусочинской станице, где им были реквизированы не только предметы и запасы, применимые для военных действий и снабжения армии, но и гражданские женские одежда и бельё, столовая посуда и многое другое. Лодон Линховоин в своих воспоминаниях писал, что летом 1920 года ему приходилось наблюдать, как тапхаевцы перегоняли со стороны современного Шилкинского района в Агинский аймак тысячные стада чёрных овец, каковых у агинчан ранее не было. В это время такие овцы появились и у родственника Тапхаева.

#### Уход из Забайкалья
После заключения в июле 1920 года Гонготского соглашения началась эвакуация японских войск из восточного Забайкалья. Белые понимали невозможность после эвакуации японцев собственными силами удержать ранее занимаемую территорию и тоже начали эвакуацию. Армия Семёнова с присоединившимися к ней каппелевцами отступала по железной дороге на станцию Маньчжурия, чтобы по КВЖД добраться до Приморья. Унгерн направлялся со станции Даурия в Монголию. С собой он взял отдельный дивизион во главе с хорунжим Гомбоевым, сформированный из двух сотен тапхаевского полка. Самого Тапхаева с оставшейся частью полка Унгерн оставил в распоряжении Семёнова. 26—27 августа последние унгерновские части покинули Даурию, направившись на запад к Акше, а Тапхаев пошёл в сторону Агинского.
При эвакуации японцев и отступлении белых начала кочевать в Монголию также часть зажиточных бурят Агинского аймака. Со стороны Усть-Аги и Береи (ныне Сельское поселение «Номоконовское») пятую сотню Тапхаева чаще стали беспокоить партизанские отряды Якимова. 16 сентября на Акшинский тракт с Ингоды вышли отряды Н. А. Каландаришвили. Они повели наступление на Кыру, Акшу и Онгоцонский хошун Агинского аймака. Для поддержки отступающего 12‑го полка Токмакова Тапхаев отправил 3 сотни под командой хорунжего Амоголонова. Сотни начали теснить дивизион красных из соединения Лебедева.
12 октября тапхаевцы были выбиты красными Каландаришвили из сёл Бырцы и Кыры и бежали в сторону Мангута (ныне Сельское поселение «Мангутское»). В окрестностях Бырцынского дацана бойцы Дедушки оставили десятки трупов бурят, преимущественно лам, женщин и детей. Вероятно, это была месть красных бурятам за поддержку белых.
21 октября 1920 года отряд Каландаришвили очистил от белых посёлок Алтанский. 22 октября у Агинского дацана сотня и штаб Тапхаева встретились с полусотней Сибирского казачьего полка. 26 октября Тапхаев направился в район Акши. 27 октября у станицы Верхне-Ульхунской состоялся бой между наступавшим отрядом Каландаришвили под командованием И. Я. Строда и находившимся в станице отрядом тапхаевцев. Строд в своих воспоминаниях сообщал, что используемые противником патроны делались в Чите, где симпатизировавшие красным рабочие набили в них больше шерсти, чем пороха. Красные победили, тапхаевцы обращены в бегство — часть в сторону сопок, другая — вплавь через Онон. Строд за этот бой был награждён первым орденом Красного Знамени.
30 октября Семёнов отдал письменный приказ Тапхаеву приступить к партизанским действиям в районе Онона и, главным образом, по железной дороге Чита — Оловянная. Тапхаев отправился в сторону Кыры, где встретился с 12‑ым читинским казачьим полком Токмакова. Читинцы удерживали тапхаевцев от грабежей. Затем, отходя от красных, Тапхаев ушёл в Акшу, но покинул, не приняв боя, и её. В связи с отступлением Семёнова из Читы в Маньчжурию полк Тапхаева был деморализован, три его сотни распылились, частью — ушли в Монголию. Осталась одна сотня, которую Тапхаев держал для прикрытия отходивших беженцев и отрядов Г. А. Вержбицкого и А. В. Сыробоярского. Затем ушёл в Монголию.

### После войны
После войны жил в Хайларе, занимался коммерцией. После ареста на допросе показал, что через некоторое время после ухода с территории ДВР вернулся с небольшой группой для розыска жены, но узнав, что она уже за рубежом, вернулся обратно.
Согласно материалам дела «Тапхаевцы» областного отдела ОГПУ Бурят-Монгольской АССР, хранящегося в архиве Управления ФСБ по Бурятии, после ухода с российской территории сотрудничал с И. Ф. Шильниковым. В 1922 году отошёл от него и стал сотрудничать с атаманом Семёновым и японской разведкой. Проводил разведывательную работу на территории Читинского округа и Бурят-Монгольской АССР. Также организовывал бандитские налёты на приграничные районы СССР, грабил местное население. Награбленный скот и иное имущество продавал в Китай.
В апреле 1928 года командование Хабаровского погранотряда в сводке о деятельности зарубежных белогвардейских организаций сообщало комендантам пограничных участков, в частности, что «по Семёновской линии получил указание приступить к формированию банды бурят полковник Табхаев, банда которого предназначается, по-видимому, для действий в бурятских районах Забайкалья». Известно об участии Тапхаева со сформированным отрядом в подавлении разразившегося в Барге (Хулун-Буир) в августе 1928 года антикитайского восстания баргутов, бурят и монголов. Столкновения ожесточённого характера не принимали.
Интерес ОГПУ к Тапхаеву был обусловлен, прежде всего тем, что он поддерживал непосредственную связь с Семёновым и ожидалось, что мог быть использован последним в военных акциях против СССР. В условиях сложных советско-японских отношений не исключалось использование Тапхаева и Японией в случае нападения её на Союз. Через резидентуру ОГПУ в Хайларе были получены данные о контактах Тапхаева с резидентом японской разведки полковником генштаба Терадо и служащим Японской военной миссии в Маньчжурии Анаки. В ближайшее окружение Тапхаева облотделом Бурят-Монголии была внедрена агентура, через которую были получены сведения о характере его отношений с японцами и задачах, ставившихся перед ним. Благодаря этому последующая деятельность Дугара Тапхаева по сбору для Японии разведывательной информации об СССР контролировалась и направлялась органами ОГПУ. Оперативные сотрудники облотдела ОГПУ БМАССР выявляли сослуживцев, родственников и друзей Тапхаева на территории СССР и за рубежом. При этом совместно с читинскими оперативниками было установлено около 500 человек.

### Захват, казнь, реабилитация
Согласно материалам уголовного дела взят под стражу советскими органами 1 декабря 1932 года в Иркутске. В 2003 году на 101 году жизни ветеран советской разведки Б. И. Гудзь поведал подробности операции по захвату Дугара Тапхаева и вывозу его в СССР.
В сентябре 1931 года японская армия начала захват Внутренней Маньчжурии. В марте 1932 года по инициативе японцев было образовано государство Маньчжоу-Го. В сентябре китайские охранные войска, штаб которых находился в Хайларе, во главе с их командующим генералом Су Бинвэнем, ранее заявившим о лояльности правительству Маньчжоу-Го, подняли антияпонское восстание. Восставшие на некоторое время захватили контроль над значительными территориями Западной Маньчжурии, включая приграничную станцию Маньчжурия. Кроме того, на занятой территории восставшие арестовали практически всех находившихся там японцев, в связи с чем СССР по просьбе правительства Японии как посредник способствовал их освобождению и отправке на родину через советскую территорию.
Поскольку события в Маньчжурии создавали благоприятную обстановку для проведения там оперативно-разведывательной работы Гудзь был командирован под Читу. На месте в 53‑ем погранотряде (станция Даурия, командир М. В. Зундель) он узнал, что на связи с оперуполномоченным Беркутом состоит завербованный ранее начальник полиции посёлка Маньчжурия. По заданию сотрудников ОГПУ начальник полиции арестовал Тапхаева как пособника японцев и распорядился о его переводе в тюрьму Хайлара. В качестве налётчиков на поезд были использованы местные буряты. Передвигались они на санях маньчжурского кучера. Операция была проведена молниеносно, Тапхаев вывезен в СССР. Кучер на родину не вернулся, ему было предоставлено советское гражданство.
Операция была сымпровизирована на месте вопреки существовавшему запрету руководства ОГПУ на проведение силовых акций за границей. Однако наказан никто не был. Более того, за успешный захват Тапхаева И. П. Зирнис, командировавший Гудзя в Забайкалье, был награждён орденом Красного Знамени, награды и благодарности получили другие руководители органов госбезопасности.
Гудзь также рассказал, что через некоторое время в Москве А. Х. Артузов упрекнул его в том, что он устроил «охоту» на Тапхаева, не будучи уверен, что тот не является агентом советских спецслужб. На это Гудзь сообщил Артузову о заключённом им в 1932 году до восстания в Маньчжурии пари с И. Ф. Чибисовым, только что назначенным главным инструктором Государственной внутренней охраны (службы безопасности) Монголии. Они поспорили, кто поймает Тапхаева. Чибисов по своей последней работе в 5‑ом (дальневосточном) отделении контрразведывательного отдела ОГПУ в случае вербовки Тапхаева был бы об этом осведомлён. На этом вопрос был полностью исчерпан.
Постановлением тройки ПП ОГПУ по Восточно-Сибирскому краю от 19 марта 1934 года Дугар Тапхаев признан виновным в совершении преступлений, предусмотренных статьями 58-2 (вторжение в контрреволюционных целях на советскую территорию вооружённых банд) и 58-6 УК РСФСР (шпионаж), и приговорён к расстрелу. Приговор приведён в исполнение 27 марта 1934 года.
Заключением военной прокуратуры ЗабВО от 9 сентября 1992 года реабилитирован. Согласно заключению доказательств, подтверждающих шпионскую деятельность Тапхаева в пользу Японии и организацию вторжения вооружённых банд на советскую территорию в контрреволюционных целях, в материалах уголовного дела не имеется.
В 1937—1939 годах упомянутые выше Е. В. Лебедев, И. Я. Строд, И. П. Зирнис, А. Х. Артузов и И. Ф. Чибисов также были расстреляны, М. М. Якимов умер под арестом во время следствия. Все (включая Тапхаева), во всяком случае кроме Чибисова, впоследствии реабилитированы. Гудзь дожил до 104 лет.

## Оценка взглядов
В советской исторической литературе Тапхаева «клеймили» как приспешника атамана Семёнова и барона Унгерна, предателя своего народа. Начиная с 1990‑х годов в бурятских национальных СМИ встречаются публикации иного рода — от мягких попыток частично оправдать методы его деятельности до эпитетов вроде «защитник бурятского народа». По образному выражению Л. А. Юзефовича, высказанному в характеристике Джа-ламы, последний, «подобно беглому унгерновскому есаулу Тапхаеву,… видимо, надеялся, что в конце концов „красные и белые дьяволы истребят друг друга“, после чего наступит его звёздный час».

## Награды
Орден Святой Анны 3-й степени (1920).

## Память
В музее села Таптанай Дульдургинского района экспонируется макет его штаба.
Является одним из действующих лиц романа Жамсо Тумунова «Степь проснулась» (1949).